# Marcelle Rivier
Pour les articles homonymes, voir Rivier.
 (août 2024).
Si vous disposez d'ouvrages ou d'articles de référence ou si vous connaissez des sites web de qualité traitant du thème abordé ici, merci de compléter l'article en donnant les références utiles à sa vérifiabilité et en les liant à la section « Notes et références ».
Marcelle Rivier est née à Lyon en le 28 juillet 1906. Après son enfance passée en Argentine, elle entre à Paris à l'école de peinture d'André Lhote. Elle s'installe vers 1940 à Mirmande et passe sa vie à peindre selon son envie et son besoin de peindre : « Je peins à cause d'un volcan dans le ventre ». Elle meurt à Valence le 23 décembre 1986.

## Historique
- 1906 : Naissance à Lyon puis petite enfance à Paris.
- 1912 : Départ pour l'Argentine, scolarité dans des couvents et vacances dans la propriété familiale près de la Cordillère des Andes.
- 1924 : Vendeuse à Buenos Aires dans une galerie d'art.
- 1928 : Arrivée à Paris avec l'envie de peindre. S'inscrit au cours d'André Lhote qui, l'été, emmène ses élèves à Mirmande. Fréquente également les académies Julian et Léger.
- 1930 à 1934 : Par nécessité, devient mannequin six mois de l'année et se retire les autres mois pour peindre à Mirmande. Rencontre Henri Focillon, Jules Supervielle, André Derain. Participe aux salons d'automne et au salon des Tuileries.
- 1935 : Danseuse de music-hall la nuit, peintre le jour, passe six mois à New York et six mois à Londres.
- 1936 : Mariage à Londres avec Fernand Auberjonois et départ pour New York.
- 1938 : Rentre seule à Paris pour peindre. Rencontre Fédor Löwenstein, d'autres peintres de l'Équipe, ainsi que des écrivains (Henry Miller, Henri Michaux).
- à partir de 1940 : s'installe à Mirmande avec d'autres peintres (Fédor Löwenstein, Alexandre Garbell, Bolin…).
- Pendant la guerre, elle travaille comme agent de liaison d'un réseau de résistance. Grâce à elle, beaucoup échappent à la Gestapo. Dès 1945, elle reçoit la Croix de Guerre. Mais de tout cela elle parle peu.
- 1946 à 1947 : S’intègre à la vie de Mirmande où elle écrit plusieurs pièces. Rencontre Lacasse.
- 1951 : Voyage en Afrique. 5 000 km en Guinée. Beaucoup de croquis qui, plus tard, deviendront dessins ou toiles.
- 1951 à 1952 : Travaille sur les toiles d'Afrique.
- Achat d'une toile par le musée de Valence (détruite en 1969 dans l'incendie du musée.)
- 1956 : Prix du conseil général de la Drôme. Peint en atelier des natures mortes, des scènes d'intérieur avec des personnages de Mirmande. Abandonne le motif.
- 1974 : Voyage en Hollande.
- Marcelle Rivier décède le 23 décembre 1986. Elle repose à Mirmande.

Expositions
- 1941 : Exposition au musée de Valence. Rencontre Maurice Caillet.
- 1948 : Exposition à La Gentilhommière, boulevard Raspail à Paris.
- 1953 à 1956 : Exposition à Mirmande, à la Galerie Durand à Valence, au musée de Valence, à Tournon (exposition organisée par François Dodat), à Privas...
- 1960 : Exposition à Toulouse (achat d'une toile par le musée) et à la galerie Dudoret à Valence, où le peintre Auclair exposait des céramiques.
- 1967 : Expose au printemps culturel de Genève.
- 1969 : Exposition à Charavines les Bains et à la galerie "La main de fer".
- 1976 : Exposition de groupe à la galerie Sapet de Valence.
- 1979-1980 : Exposition à la galerie Sapet de Valence.
- 1981 : Exposition à la galerie Sapet de Valence. Invitée d'honneur au salon de Bourg de Péage.
- 1986 : Exposition à l'église Sainte-Foy de Mirmande.
- 1987 : Exposition Centre Bonlieu à Annecy.
- 1989-1990 : Exposition à la galerie Guichard à Aoste.
- 1991 : Exposition à la galerie Guichard à la Côte Saint-André.
- 2004 : Collection permanente au musée de Valence.

## Citations
- « Je peins pour me faire une sublime surprise. Je demande à une toile de m'épater." S'étonner soi-même, certes. Mais aussi étonner les autres. À cet endroit de la conversation, Marcelle laisse entendre que, au-delà de la jubilante provocation, il y a, plus secrètement, la nécessité de régler des comptes. »
- « J'avais des revanches à prendre. Revanche sur les adultes qui humilient trop facilement l'enfance. Revanche sur la vie qui n'assouvit pas toujours les désirs. La peinture m'a permis, entre autres choses, de prouver ce dont j'étais capable par moi seule et de réaliser ce que je ne pouvais pas ou n'osais pas vivre. » Elle rappelle alors la phrase de François Dodat : « Songe peut-être aux violences merveilleuses que l'homme enchaîne au fond de sa pensée ». Violences que l'enfant et la femme ont enchaînées mais que l'artiste, « la peintresse », dit-elle en jouant avec l'accent méridional, libère définitivement.
- « Au couvent, j'entendais dans la nuit un train qui passait en sifflant. Ce train me disait qu'un jour je mourrais. »
- « Nous étions dans la salle d'étude. La porte était ouverte sur la cour. Ce devait être un de ces automnes superbes, comme il y en a en Amérique. La lumière qui coula sur les arbres me fit comprendre qu'autre chose existait. » « Je veux tout faire. Matisse donne d'une feuille un tracé linéaire et élégant. Moi, je veux le tactile, l'odeur, tout jusqu'aux nervures. Je veux le charnel des choses, en somme tout ce qui est défendu. C'est pourquoi j'ai besoin de m'approcher. Les paysages sont parfois trop loin de moi. »